# Andrew Hussey
Andrew Hussey, OBE, (geboren 1963 in Liverpool) ist ein britischer Romanist.

## Leben
Andrew Husseys Eltern gehörten zur Liverpooler Arbeiterklasse. Er studierte Französisch an der University of Manchester und der Universität Lyon III. Seine Dissertation in Manchester über Georges Bataille wurde im Jahr 2000 gedruckt. Er forschte über die Situationistische Internationale und schrieb eine Biografie über Guy Debord.
Hussey unterrichtete Französisch an der University of Huddersfield und war Senior lecturer für Französisch an der Aberystwyth University. 2006 wechselte er an das University of London Institute in Paris. 2014 wurde er als Direktor an das Centre for Post-Colonial Studies der School of Advanced Study in London berufen.
Hussey schrieb zunächst für die später eingestellte Zeitschrift Modern Review. Er schreibt Beiträge für The Observer, New Statesman, Granta Books und den Literary Review.
2007 schrieb Hussey ein Vorwort für eine Neuausgabe von Francis Hervés Parisführer How to Enjoy Paris in 1842, a Companion and Monitor, sein eigenes Parisbuch hatte er 2006 veröffentlicht. Für seine Verdienste um die britisch-französischen Beziehungen erhielt er 2011 den Titel eines Officer of the Order of the British Empire (OBE).

## Schriften (Auswahl)
- The Inner Scar: The Mysticism of Georges Bataille. Amsterdam ; Atlanta, GA : Rodopi, 2000
- The Game of War: The Life and Death of Guy Debord. London : J. Cape, 2001
- The Beast at Heaven’s Gate: Georges Bataille and the Art of Transgression. Amsterdam ; New York : Rodopi, 2006
- Paris: The Secret History. New York : Bloomsbury, 2006
- The French Intifada: how the Arab banlieues are fighting the French state, Essay, in The Guardian, 23. Februar 2014
- The French Intifada : The Long War Between France and its Arabs. New York : Faber & Faber, 2014
- Die Wiederkehr des postkolonial Verdrängten: Französischer Antisemitismus im 21. Jahrhundert, in: Antisemitismus und andere Feindseligkeiten : Interaktionen von Ressentiments. Hrsg. im Auftr. des Fritz Bauer Instituts von Katharina Rauschenberger und Werner Konitzer. Frankfurt am Main : Campus-Verl., 2015 ISBN 9783593432441, S. 115–124